# Dolichoderus bruneti
Dolichoderus bruneti é uma espécie de formiga do gênero Dolichoderus.